# Neox
Neox é um canal de Atresmedia Televisión que emite exclusivamente através da TDT (Televisão Digital Terrestre) e nas plataformas de televisão paga ONO e Imagenio em Espanha. A programação está orientada ao público adolescente (12 - 20) e juvenil (21 - 25).
Em Janeiro de 2008 não só se situou como o canal mais visto da TDT, senão também do conjunto das televisões temáticas.
Antena 3 mudou, em 1 de janeiro de 2009, a mosca (logotipo no ecrã) de Antena.Neox para "Neox, pásate al 8" (Neox, passa para o 8) para fazer o público colocar o canal na posição 8 da grelha de canais. No final de 2009 voltou a mudar a mosca mas desta vez dizendo 'Neox, somos el 8' (Neox, somos o 8).
Além disso, Antena 3 Internacional emite um bloco de programação de Antena.Neox para toda a América latina, de 5 horas de duração (02:00 a 07:00 hora central mexicana), com programas de produção própria como VU87, Zapineox, DXT.Neox, Interneox, Como El Perro y El Gato, Guasanga e Pelopicopata além de duas séries históricas de Antena 3 como Farmacia de Guardia e Nada es para siempre.
O 1 de dezembro de 2015 o canal estreio oficialmente seu sinal HD 1080i baixo o nome de Neox HD.